# Liste umbenannter Straßen in Pretoria
Diese Liste enthält die Aufstellung umbenannter Straßen in der südafrikanischen Stadt Pretoria (City of Tshwane). Die Namensänderungen erfolgten nach den Bestimmungen des South African Geographical Names Council Act (No. 118 / 1998) und seinen späteren Änderungen.
Die Namensänderungen beziehen sich auf Straßenbezeichnungen nach überwiegend historisch bedeutsamen Personen. Die neuen Straßennamen wurden nach Aussage eines Sprechers der Stadtverwaltung zur Erinnerung an die Verdienste von Personen der Anti-Apartheid-Bewegung, des Kampfes um Gleichstellung und für kulturelle Leistungen vergeben. Die Thematik war und ist sehr umstritten. Die Lobbyvereinigung AfriForum reichte wegen der Umbenennungen beim North Gauteng High Court Klage ein und erzielte durch den Richterspruch vom 19. April 2013 einen Erfolg. Die Verwaltung der City of Tshwane verweigerte jedoch die richterlich angeordnete und innerhalb von 60 Tagen zu vollziehende Rückbenennung. AfriForum schlug darauf eine duale Straßenbeschilderung vor. Kgosientsho Ramokgopa, der Bürgermeister von Tshwane, wies den Vorwurf einer angeblich feindseligen Haltung seiner Verwaltung gegenüber Afrikaanern zurück und verwies auf die zahlenmäßig überwiegenden Straßenbezeichnungen mit burischem Hintergrund. Der Fall gelangte schließlich vor das südafrikanische Verfassungsgericht, welches das vorangegangene Urteil aufhob.

## Umbenennungen chronologisch

### Nach 1998
- Schoeman Street → Frances Baard Street
- Skinner Street → Nana Sita Street
- Church Street
  - von der Nelson Mandela Street nach Osten → Stanza Bopape Street
  - von der Bosman Street westwärts bis R511 → WF Nkomo Street
  - von der R511 nach Westen → Elias Motswaledi Street
  - vom Nelson Mandela Drive bis zum Church Square → Helen Joseph Street
- DF Malan Drive → E’skia Mphahlele Drive
- General Louis Botha Drive → January Masilela Drive
- Queen Wilhelmina Avenue → Florence Ribeiro Drive
- Mears Street/Beatrix Street/Voortrekker Street → Steve Biko Street
- HF Verwoerd Street → Johan Heyns Drive
- Hans Strijdom Drive → Solomon Mahlangu Drive
- Esselen Street → Robert Sobukwe Street (etwa Fortsetzung der Nana Sita Street)
- Michael Brink Street → Nico Smith Street
- Duncan Street → Jan Shoba Street
- Zambesi Drive → Sefako Makgatho Drive
- Proes Street → Johanes Ramokhoase Street
- Van der Walt Street → Lilian Ngoyi Street
- Andries Street → Thabo Sehume Street
- Prinsloo Street → Sisulu Street
- Leah Mangope Street → Peter Magano Road
- Lucas Mangope Street → Molefe Makinta Highway (Teilstück von M21)
- Jacob Mare Street → Jeff Masemola Street
- Walker Street → Justice Mohammed Street (östliches Teilstück der Walker Street, wird zur M11)
- Mitchell Street → Charlotte Maxeke Street
- Vermeulen Street → Madiba Street
- Schubart Street → Sophie De Bruyn Street
- Potgieter Street → Kgosi Mampuru Street